# Vers l'argent
Pour plus de détails, voir Fiche technique et Distribution.
Vers l'argent est un film français de René Plaissetty, sorti en 1920. 

## Synopsis
Un bal masqué a lieu dans une riche demeure. Un jeune vagabond profite de la nuit pour s'y introduire. Le propriétaire et sa fille Suzanne pensent qu'il s'agit d'un invité et l'accueille généreusement. Le lendemain, Suzanne est sauvée de la noyade par l'intervention de l'intrus... 

## Fiche technique
- Réalisation et scénario : René Plaissetty
- Photographie : Willy Faktorovitch
- Société de production : Monat Film
- Société de distribution : Pathé Frères
- Pays de production : France
- Format : Noir et blanc - Muet
- Genre : Moyen métrage dramatique
- Durée : 50 minutes
- Date de sortie : 
  - France : 2 juillet 1920

## Distribution
- Mary Massart : 	Suzanne Chauvigny
- Berthe Jalabert
- Andrée Féranne
- Manuel Caméré :  Pierre Chavagne
- Georges Mauloy : 	Paul Chauvigny
- Louis Baron fils : Bourdon
- Max Charlier
- Le Goupil